# Axinella flustra
Axinella flustra is een sponssoort in de taxonomische indeling van de gewone sponzen (Demospongiae). Het lichaam van de spons bestaat uit kiezelnaalden en sponginevezels, en is in staat om veel water op te nemen. De spons behoort tot het geslacht Axinella en behoort tot de familie Axinellidae. De wetenschappelijke naam van de soort werd voor het eerst geldig gepubliceerd in 1892 door Topsent.

## Beschrijving
Deze spons vormt afgeplatte bladen die aan de ondergrond zijn bevestigd door een kleine steel en een geëxpandeerde basis. De bladen zijn meestal golvend of geribbeld. Het oppervlak heeft een melig uiterlijk met kleine oscules en convergerende uitstroomkanalen.

## Verspreiding
Deze sponssoort wordt gevonden aan de Westkust van Ierland, de Araneilanden en het West-Engels Kanaal. De soort leeft in diep water, meestal onder de 35 meter.